# Crónica (historiografia)
Uma crónica (português europeu) ou crônica (português brasileiro) é um relato de eventos históricos em ordem temporal. A palavra é oriunda do latim chronica, que por sua vez está relacionada ao grego chrónos (tempo). As crónicas históricas originaram-se na Antiguidade, e foram comuns na Idade Média e Renascimento europeu.

## Definição
Os conceitos de "história", "crónica" e "anais" em parte se confundem. Entretanto, originalmente, uma "crónica" difere de uma "história" no sentido em que a crónica é uma enumeração relativamente rígida dos eventos, ou seja, é dominada pela cronologia, enquanto  uma história é uma forma mais literária, em que os eventos descritos são selecionados cuidadosamente para transmitir uma ideia específica. Anais, por outro lado, são uma lista de anos com pouca informação associada. Os cronistas históricos na Idade Média frequentemente escreviam com profundidade e eloquência, de maneira que na prática os conceitos de "história" e "crónica" se confundem.

## Características
Os acontecimentos históricos narrados nas crónicas seguem a ordem em que ocorreram. Algumas são obra de testemunhas oculares ou contemporâneas, mas outras são escritas muito tempo depois dos eventos que descrevem e podem ou não ser  fantasiosas. Os eventos abrangidos por uma crónica podem referir-se a uma região, um país, o reinado de um determinado rei (por exemplo a Crónica de Jaime I ou a Crónica de el-rei D. João I) um evento importante (por exemplo a crónica da tomada de Constantinopla de Godofredo de Vilearduin), ou a vida de uma personalidade importante (por exemplo a Crónica do Infante Santo D. Fernando ou a Crónica do Condestável).
Na Europa, as primeiras crónicas foram escritas em latim, entre a Antiguidade e o início da Idade Média. Ao longo da época medieval houve uma tendência a que os cronistas adotassem a língua vernácula de cada região para a redação de suas obras. Grandes crónicas foram redatadas em francês, alemão, castelhano, catalão e outras línguas.
Em Portugal, a produção de crónicas em língua portuguesa tomou grande impulso no século XIV com a Crónica Geral de Espanha de 1344, da autoria de Pedro Afonso, conde de Barcelos. No século XV o principal cronista foi Fernão Lopes, autor de diversas crónicas dedicadas ao reinado dos primeiros reis portugueses.